# Roland Dubillard
Cet article possède un paronyme, voir Jean Baudrillard.
Roland Dubillard, né le 2 décembre 1923 à Paris 7e et mort le 14 décembre 2011 à Vert-le-Grand, est un écrivain, dramaturge et comédien français.
Son œuvre littéraire comporte des pièces de théâtre ainsi que des nouvelles, des recueils de poésies, quelques essais et un journal intime. Il y flirte souvent avec un absurde très subtilement distillé, ce qui, pour certains, fait de lui un frère spirituel de Ionesco et de Beckett.
En 1987, son œuvre créative est interrompue par un accident vasculaire cérébral, à la suite duquel il devient hémiplégique.

## Biographie
Très jeune, Roland Dubillard écrit des poèmes (remarqués par Raymond Queneau dès 1945), des nouvelles, ainsi qu’un conte, Les aventures merveilleuses de Michele Ange, en 1945.
Tout en poursuivant des études de philosophie à la Sorbonne, il entre, en 1943, à la Maison des Lettres dirigée par Pierre-Aimé Touchard. Dans le cadre du Groupe de Théâtre Moderne, il écrit et joue de courtes pièces, qu'il qualifie lui-même de saynètes, dont Conjoncture et Le Miracle de Sainte Agnès. En 1944, il y rencontre Michèle Dumézy qui deviendra sa femme. Ils auront deux fils, Jérôme et Stéphane.
En 1946, Roland fait son service militaire dans le Théâtre aux Armées, en Autriche. Il y écrit et joue Il ne faut pas boire son prochain, avec André Voisin (1923-1991). À son retour à Paris, il suit, avec Michèle, les cours de l’EPJD (Éducation Par le Jeu Dramatique), animé par Jean Vilar, Jacques Dufilho, le mime Marceau et le chorégraphe Loudolf Child.
À partir de 1947, à la demande de Jean Tardieu qui dirige le Club d’Essai de la Radiodiffusion Française, il écrit des nouvelles radiophoniques, des émissions comme L’urbanisme, Matière et mémoire, ainsi qu’une série de sketches écrits et interprétés avec Pierre Dumayet, mis en ondes par François Billetdoux.
Les sketches Grégoire et Amédée ont été créés pour la radio à la demande d’Agathe Mella, à partir de 1953. Écrits quotidiennement par Roland Dubillard, dit Grégoire et Philippe de Chérisey, dit Amédée, rédigés soit par l’un, soit par l’autre, ils passent chaque soir sur Paris Inter. Ils remportent un grand succès qui fait connaître leurs auteurs. Ceux-ci font un spectacle de cabaret, joué entre autres à La Tomate, La Contrescarpe et à la Fontaine des Quatre Saisons (aujourd’hui Musée Maillol), jusqu’en 1955. En 1976, Roland Dubillard a réuni ses sketches en volume, Les Diablogues. Joués régulièrement, notamment par François Morel et Jacques Gamblin, ce spectacle valut à Roland Dubillard un Molière de l’auteur en 2008. Ils furent repris en 2010 pour la première fois par deux comédiennes, Muriel Robin et Annie Grégorio.
Poursuivant son œuvre littéraire, en 1949, il écrit une première version de Où boivent les vaches, créée en 1972 par la Compagnie Renaud/Barrault. Dans le même temps, il écrit Les Campements (en 1949, édités en 1974) et deux essais : Les Confessions d’un fumeur de tabac français (en 1950, éditées en 1974) et Méditation sur la difficulté d’être en bronze (en 1951, éditée en 1972). En 1952, il écrit Si Camille me voyait, une opérette sans musique, créée pour la radio et mise en ondes par Yves Le Gall. Cette pièce fut jouée au Théâtre Babylone en mai 1953 (éditée en 1971). La même année, il écrit Naïves Hirondelles, pièce qui sera montée en 1961, à Paris, au théâtre de Poche Montparnasse par Arlette Reinerg et Mel Howard.  
À partir de 1962, Roland Dubillard écrit plusieurs pièces, telles que Le jardin aux betteraves ou Les Crabes.

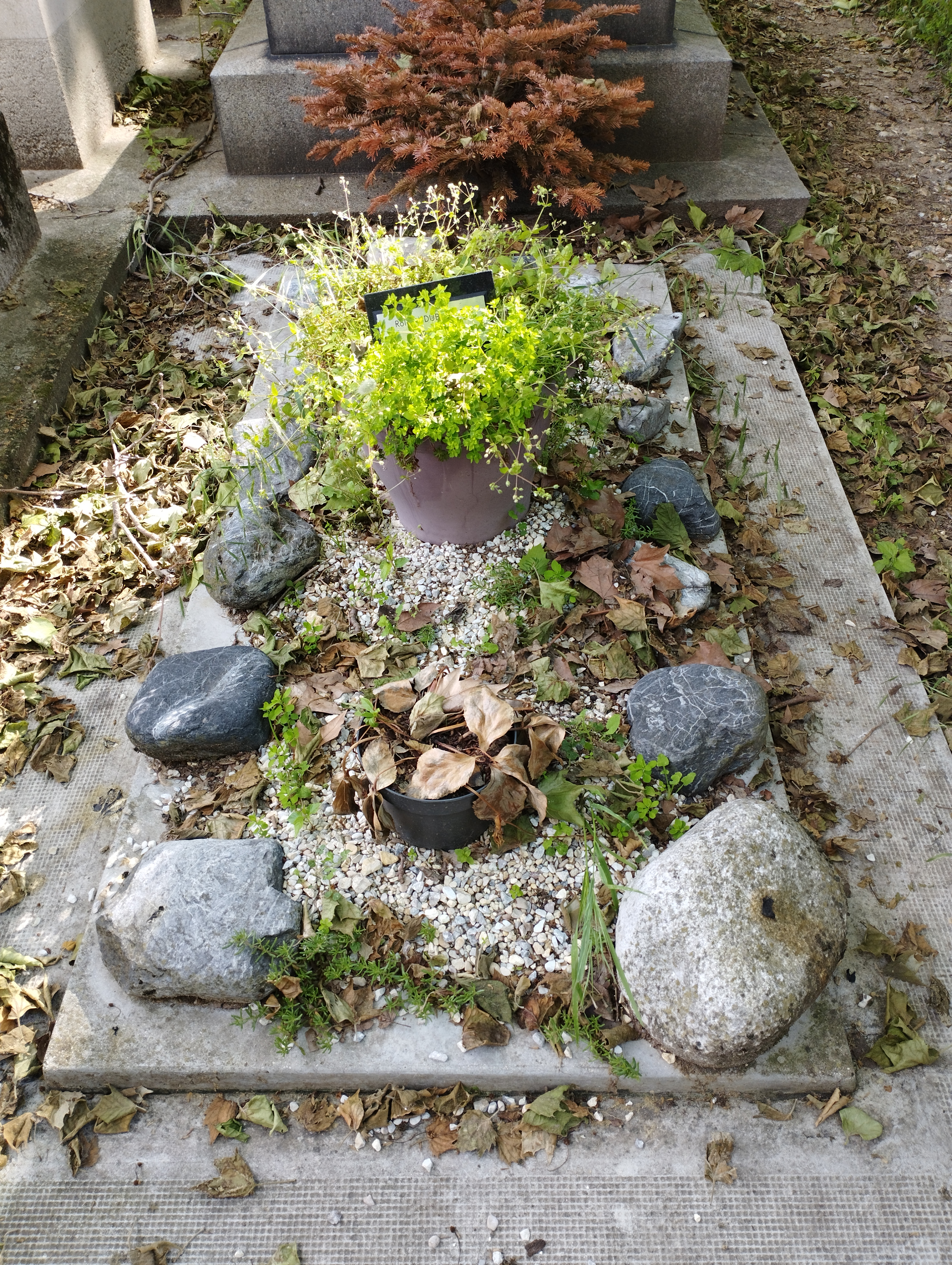
Tombe de Roland Dubillard au cimetière du Montparnasse (27e division, petit cimetière).

Il joue également dans plusieurs films : Le Témoin et Les Compagnons de la marguerite, de Jean-Pierre Mocky, et surtout La Grande Lessive (!), du même Mocky. Flanqué de Bourvil et Francis Blanche, ils y forment un trio aussi poétique que drolatique. En 1972, il interprète un rôle dramatique très remarqué dans Quelque part quelqu'un, premier long-métrage de Yannick Bellon pour lequel il reçoit le Grand Prix d’interprétation masculine française de l'Académie du cinéma « Étoiles de cristal » en 1973. Suivront Les vécés étaient fermés de l'intérieur (1976) de Patrice Leconte, Polar de Jacques Bral où il incarne un journaliste moqueur, alcoolisé, anarcho-mélancolique, prêtant à Jean-François Balmer plus de mystère et de hauteur qu'il n'en a.
En 1975, il épouse la comédienne allemande Maria Machado, qui jouera dans plusieurs pièces avec lui.
Sa fille Ariane, née de son union avec Nicole Ladmiral, est comédienne et chanteuse.
Devenu hémiplégique en 1987, à la suite d'un accident vasculaire cérébral, Roland Dubillard est pris en main par l'association La Roue tourne, qui vient en aide à des artistes accidentés de la vie, ou en précarité. Ses amis comédiens Jean Tissier, en 1972, et Marco Perrin, en 1983, confrontés aux mêmes problèmes de santé, furent eux aussi accompagnés par cette association.
Il est enterré au cimetière du Montparnasse (27e division, petit cimetière).

## Œuvres

### Recueils de poèmes
- Je dirai que je suis tombé (1966), Gallimard, 1966, 1p. Coll. Blanche. In Je dirai que je suis tombé suivi de La Boîte à outils. Gallimard, 2003, 327 p. Coll. Blanche
- La Boîte à outils (1985), Décines : l'Arbalète, 1985, 285 p. In Je dirai que je suis tombé suivi de La Boîte à outils. Gallimard, 2003, 327 p. Coll. Blanche

### Nouvelles et recueils de nouvelles
- Négligence. Revista La Française
- Olga ma vache (1974). En Olga ma vache, suivi des Campements et des Confessions d'un fumeur, Gallimard, 176 p. Coll. Blanche. Gallimard, 1993. Coll. L'Imaginaire no 297.
- Campements (1974). En Olga ma vache, suivi des Campements et des Confessions d'un fumeur, Gallimard, 176 p. Coll. Blanche. Gallimard, 1993. Coll. L'Imaginaire no 297.
- Madame fait ce qu'elle dit ou machine d'un jardin (récit, 2008), Coll. Blanche. Gallimard.

### Essais
- Confessions d’un fumeur de tabac français (essai, 1974). In Olga ma vache, suivi des Campements et des Confessions d'un fumeur, Gallimard, 1974, 176 p. Coll. Blanche. Gallimard, 1993. Coll. L'Imaginaire no 297. Gallimard, 2003, 107 p. Coll. Folio 2 euros no 3965
- Méditation sur la difficulté d’être en bronze (essai, 1972)
- Carnets en marge (journal intime, 1998)

### Scénarios
- L'Affaire Manet, film de Jean Aurel ; scénario : Jean Aurel et Roland Dubillard (1951). In L'Avant-scène-Cinéma no 77, janvier 1968, p. 42-50.
- Les Jardins de Paris, film d'Alain Resnais, 1948
- Les Chiens de conserve, Gallimard, 1978, mis en scène par Catherine Marnas.

### Émissions radiophoniques

#### 1947/1951
- L'urbanisme
- L'indicible objet
- Le micro savant
- Les extrêmes se touchent
- Musique et langage
- Matière et mémoire

#### Autres
1980 : Poker tournant, pièce radiophonique de Jean Thibaudeau, réalisée par Jacques Taroni, France Culture

### Pièces de théâtre
- Si Camille me voyait… (1953), Mercure de France, 1997, 90 p. Éd. Régine Detambel. In Si Camille me voyait… suivi de Les Crabes ou les hôtes et les hôtes. Gallimard, 1971, 108 p. Coll. Le Manteau d'Arlequin. Gallimard, 2004, 98 p. Coll. Le Manteau d'Arlequin. Gallimard jeunesse, 2005, 166 p. Coll. Folio junior théâtre no 1361/21. Petit carnet de mise en scène Maria Machado et Charlotte Escamez
- Les Crabes ou les hôtes et les hôtes. In Si Camille me voyait… suivi de Les Crabes ou les hôtes et les hôtes, Gallimard, 1971, 108 p., coll. Le Manteau d'Arlequin. In Si Camille me voyait… suivi de Les Crabes ou les hôtes et les hôtes. Gallimard, 2004, 98 p. Coll. Le Manteau d'Arlequin. In Si Camille me voyait… suivi de Les Crabes ou les hôtes et les hôtes. Gallimard jeunesse, 2005, 166 p., coll. Folio junior théâtre no 1361/21. Petit carnet de mise en scène Maria Machado et Charlotte Escamez
- Naïves hirondelles (1961), Gallimard, 1962, 220 p., coll. Blanche. Gallimard, 2004, 264 p. Coll. Folio théâtre no 87. Éd. présentée, établie et annotée par Michel Corvin.
- La Maison d'os (1962), Gallimard, 1966, 176 p. Coll. Blanche
- Le Jardin aux betteraves (1969), Gallimard, 1969, 128 p., coll. Le Manteau d'Arlequin. Gallimard, 2002, 119 p., coll. Le Manteau d'Arlequin
- Où boivent les vaches (1973), Gallimard, 1973, 113 p., coll. Le Manteau d'Arlequin
- Les Diablogues et autres inventions à deux voix (1975), Décines : M. Barbezat, 1976, 326 p. Décines : L'Arbalète, 1984, 321 p. Paris : L'Arbalète, 1991, 321 p. Gallimard, 1998, 363 p. Coll. Blanche. Gallimard, 1998, 363 p., coll. Folio no 3177
- Les Nouveaux Diablogues, L'Arbalète, 1998, 232 p. Gallimard, 1998, 286 p., coll. Folio no 3176
- Le Bain de vapeur (1977)
- Les Chiens de conserve (1978), Bron : Centre d'études et de recherches théâtrales et cinématographiques, 1986. N° spécial d'Organon.
- Chiens sous la minuterie (1986)
- Il ne faut pas boire son prochain : fantaisie monstrueuse en quatre tableaux, sur une idée d'André Voisin (1997), Gallimard, 1998, 124 p., coll. Le Manteau d'Arlequin (préf. de Diane Henneton).
- Le Gobe-douille et autres diablogues, Gallimard jeunesse, 2000, 165 p., coll. Folio junior théâtre no 1101/6.
- Dialogue puéril / Roland Dubillard ; ill., Lisa Mandel. [Morsang-sur-Orge] : Lire c'est partir, 2002, 31 p.
- Madame fait ce qu'elle dit, Gallimard, 2008.

## Théâtre

### Comédien
- 1951 : Treize pièces à louer, 13 courtes pièces, mises en scène Michel de Ré, Théâtre du Quartier Latin
- 1953 : Si Camille me voyait de Roland Dubillard, mise en scène Jean-Marie Serreau, Théâtre de Babylone
- 1961 : Naïves Hirondelles de Roland Dubillard, mise en scène Arlette Reinerg, Poche Montparnasse
- 1962 : La Maison d'os de Roland Dubillard, mise en scène Arlette Reinerg, Théâtre de Lutèce
- 1969 : Le Jardin aux betteraves, mise en scène Roland Dubillard, Théâtre de Lutèce
- 1970 : Massacrons Vivaldi de David Mercer, mise en scène Andréas Voutsinás, Théâtre de l'Épée de Bois
- 1971 : Haggerty, où es-tu ? de David Mercer, mise en scène André Barsacq, Théâtre de l'Atelier
- 1972. Où boivent les vaches, mise en scène Roger Blin, Théâtre Récamier
- 1975 : Les Diablogues de Roland Dubillard, mise en scène Jean Chouquet, Théâtre de la Michodière
- 1976 : Les Diablogues de Roland Dubillard, mise en scène Jean Chouquet, Théâtre des Célestins
- 1977 : Le Bain de vapeur
- 1986 : Chiens sous la minuterie
- 1997 : Il ne faut pas boire son prochain.

### Metteur en scène
- 1961 : Une sainte de Julia Chamorel, Théâtre de Poche

## Filmographie

### Cinéma

#### Longs métrages
- 1946 : Ouvert pour cause d'inventaire d'Alain Resnais (film d'amateur tourné en 16 mm)
- 1951 : Trois femmes d'André Michel
- 1963 : À cause, à cause d'une femme de Michel Deville : M. Haudoin
- 1967 : Les Compagnons de la marguerite de Jean-Pierre Mocky : M. Flamand
- 1968 : La Grande Lessive (!) de Jean-Pierre Mocky : Misserand, le prof' de gymnastique
- 1970 : La Promesse de l'aube (Promise at Dawn) de Jules Dassin : le professeur
- 1970 : M comme Mathieu de Jean-François Adam : le voisin
- 1970 : La Décharge / La Ville bidon de Jacques Baratier : le gardien de la cité
- 1972 : Quelque part quelqu'un de Yannick Bellon : Vincent
- 1972 : Elle court, elle court la banlieue de Gérard Pirès : le second dentiste
- 1973 : Ursule et Grelu de Serge Korber : le baron
- 1973 : France Société Anonyme d'Alain Corneau : Albert, le tueur
- 1973 : Un ange au paradis de Jean-Pierre Blanc
- 1974 : Sérieux comme le plaisir de Robert Benayoun : M. Berg
- 1974 : Le Mâle du siècle de Claude Berri : le docteur Banque
- 1974 : Aloïse de Liliane de Kermadec : le professeur
- 1974 : Lily aime-moi de Maurice Dugowson : l'intellectuel chez Flo'
- 1975 : Peur sur la ville d'Henri Verneuil : le psychologue
- 1975 : Les vécés étaient fermés de l'intérieur de Patrice Leconte : les triplés Gaspard, Melchior et Balthazar Gazul
- 1978 : Le Témoin de Jean-Pierre Mocky : le commissaire Guérin
- 1979 : Ciao les mecs ! de Sergio Gobbi : le médecin
- 1980 : Cherchez l'erreur... de Serge Korber : Igor, le ministre
- 1982 : La Belle Captive d'Alain Robbe-Grillet : le professeur Van de Reeves
- 1983 : Polar de Jacques Bral : Jean-Baptiste Heymann
- 1983 : Debout les crabes, la mer monte ! de Jean-Jacques Grand-Jouan : le poulet
- 1984 : L'Amour braque d'Andrzej Żuławski : le commissaire
- 1985 : Lien de parenté de Willy Rameau : Philippe
- 1985 : Paulette, la pauvre petite milliardaire de Claude Confortès : M. Gulderbilt
- 1986 : Charlotte for Ever de Serge Gainsbourg : Herman
- 1987 : Poisons de Pierre Maillard : Jacques Loiseau
- 2005 : Lucifer et moi de Jacques Grand-Jouan (utilisation d'images tournées en 1982)

#### Courts métrages
- 1946 : L'alcool tue d'Alain Resnais (15 min) : Un ivrogne
- 1974 : L'Écho d'Alger de Frank Cassenti
- 1982 : La Fonte de Barlaeus de Pierre-Henry Salfati (14 min)
- 1982 : L'Envers du décor de Marc Guiet (22 min)

### Scénariste
- 1946 : L'alcool tue d'Alain Resnais (court-métrage, 15 min)
- 1948 : Les Jardins de Paris d'Alain Resnais (moyen-métrage)
- 1951 : L'Affaire Manet de Jean Aurel

### Télévision
- 1961 : La reine Margot de René Lucot d’après Dumas: le duc d’Alençon (sous le pseudonyme de Roland Grégoire)
- 1970 : L'Illusion comique de Robert Maurice, d'après Corneille
- 1981 : Le Beau Monde, de Michel Polac : Bertrand II

### Voix off
- 1964 : Les Temps morts de René Laloux (animation, court métrage, 20 min) : Récitant
- 1964 : Statues de François Weyergans (court métrage, 17 min) : Récitant
- 1983 : Un bruit qui court de Jean-Pierre Sentier et Daniel Laloux

## Distinctions

### Décorations
- Chevalier de la Légion d'honneur
- Commandeur de l'ordre des Arts et des Lettres

### Récompenses
- 1973 : Prix d’interprétation masculine française, Académie du cinéma « Étoiles de cristal » 1973 pour Quelque part quelqu'un de Yannick Bellon
- 1979 : Grand prix national du théâtre
- 1995 : Grand prix du théâtre de l'Académie française
- Grand Prix des poètes 2006
- 2008 : Molière de l'auteur francophone vivant pour Les Diablogues

### Ressource radiophonique
- Philippe Garbit, « Roland Dubillard : "Du moment où j'ai commencé à écrire pour faire rire je ne pouvais plus faire Saint-Cyr" » [audio], émission Les Nuits de France Culture '(46 min), France Culture, 2 décembre 2023 (rediffusion du 25 mars 2018).